# Рождественский (Карасукский район)
Рождественский — посёлок в Карасукском районе Новосибирской области. Входит в состав Ирбизинского сельсовета.

## География
Площадь посёлка — 76 гектаров.

## Население
| 2002 | 2007 | 2010 |
| ---- | ---- | ---- |
| 532  | ↘492 | ↘445 |

## История
Основан в 1921 году. В 1928 г. посёлок Рождественский состоял из 11 хозяйств, основное население — русские. В составе Веселовского сельсовета Черно-Курьинского района Славгородского округа Сибирского края.

## Инфраструктура
В посёлке по данным на 2007 год функционируют 1 учреждение здравоохранения, 2 образовательных учреждения.

## Известные люди
- Советский и украинский орнитолог Александр Иванович Кошелев (1949—2021) родился в поселке Рождественский.